# Лонг-Лейк (переписна місцевість, Вісконсин)
Лонг-Лейк (англ. Long Lake) — переписна місцевість (CDP) в США, в окрузі Флоренс штату Вісконсин. Населення — 59 осіб (2020).

## Географія
Лонг-Лейк розташований за координатами 45°50′35″ пн. ш. 88°40′2″ зх. д. / 45.84306° пн. ш. 88.66722° зх. д. (45.843027, -88.667306).  За даними Бюро перепису населення США в 2010 році переписна місцевість мала площу 0,68 км², уся площа — суходіл.

## Демографія
Згідно з переписом 2010 року, у переписній місцевості мешкало 50 осіб у 25 домогосподарствах у складі 17 родин. Густота населення становила 73 особи/км².  Було 70 помешкань (102/км²).
Расовий склад населення:
| - 100,0 % — білих |

До двох чи більше рас належало 0,0 %. Частка іспаномовних становила 0,0 % від усіх жителів.
За віковим діапазоном населення розподілялося таким чином: 16,0 % — особи молодші 18 років, 44,0 % — особи у віці 18—64 років, 40,0 % — особи у віці 65 років та старші. Медіана віку мешканця становила 56,0 року. На 100 осіб жіночої статі у переписній місцевості припадало 100,0 чоловіків;  на 100 жінок у віці від 18 років та старших — 82,6 чоловіків також старших 18 років.
Середній дохід на одне домашнє господарство  становив 48 356 доларів США (медіана — 42 500), а середній дохід на одну сім'ю — 55 945 доларів (медіана — 48 750). 
Цивільне працевлаштоване населення становило 20 осіб. Основні галузі зайнятості: роздрібна торгівля — 50,0 %, виробництво — 25,0 %, мистецтво, розваги та відпочинок — 20,0 %.